# Hjalmar Fredrik Gjertsen
Hjalmar Fredrik Gjertsen, né le 6 juillet 1885 à Porsgrunn et mort le 9 juillet 1958, est un navigateur et explorateur polaire norvégien. Il a fait partie de l'expédition Amundsen en tant que médecin de 1910 à 1913. Après avoir commandé un mouilleur de mines durant la Première Guerre mondiale, il participe à plusieurs expéditions d'exploration et de sauvetage en Arctique et en Antarctique. 